# Julià Nougués Subirà
Julià Nougués Subirà (Reus, Baix Camp, 7 d'agost de 1867 - Calataiud, Aragó, 11 de febrer de 1928) va ser un advocat i polític català, diputat a les Corts Espanyoles durant la restauració borbònica.
Era fill d'Àlvar Nougués Ruiz, capità d'infanteria i d'Emília Subirà Grau. Es va llicenciar en dret civil i canònic per la Universitat de Saragossa el 1889 i va obrir despatx d'advocat a Reus que compaginava amb la feina d'advocat fiscal de l'Audiència provincial. D'ideologia republicana, va ser membre del Centre Federal de Reus del Partit Republicà Democràtic Federal, partit pel qual va ser regidor a l'ajuntament de Reus el 1898 i diputat a Corts pel districte de Tarragona-Reus-Falset a les eleccions generals espanyoles de 1903, 1905, 1907 1910, 1914, 1916, 1918, 1919, 1920 i 1923. També va ser director del diari republicà La Justicia, publicat a Tarragona l'any 1900. Era un setmanari Republicà federal, i el 1903 es va convertir en diari. Hi va col·laborar estretament el reusenc Jaume Sardà i Ferran. Va sortir fins a l'any 1906, i l'imprimia Esteve Pàmies. L'any 1895 va fundar, amb altres reusencs, el "Frontón Reusense", un local recreatiu a l'aire lliure obra de Pere Caselles i que va tenir una bona acollida a la ciutat.
Va ser un home força actiu en la política catalana del primer quart del segle xx. El 1907, en nom del seu partit, es va adherir a la Solidaritat Catalana, i després va mantenir bones relacions amb la UFNR, si bé no s'hi va unir. El 1911 va presidir la comissió de diputats catalans que va presentar al president del govern espanyol, José Canalejas y Méndez, el projecte de bases de la Mancomunitat de Catalunya. També va ser un dels membres de l'Assemblea de Parlamentaris de 1917 i va donar suport actiu a les Corts a l'Estatut d'Autonomia per a Catalunya el 1919. Col·laborà a la premsa republicana reusenca, especialment a Las Circunstancias, i dirigí La Autonomía (1894) i El Consecuente, portaveu republicà radical reusenc (1908). Va aconseguir per a Reus l'Estació Enològica, la remodelació del passeig de Prim i la concessió del Pantà de Riudecanyes.
L'Ajuntament de Reus el va declarar «Fill predilecte» l'any 1907 i va posar el seu nom a l'actual carrer dels Recs.